# Weißenseepark

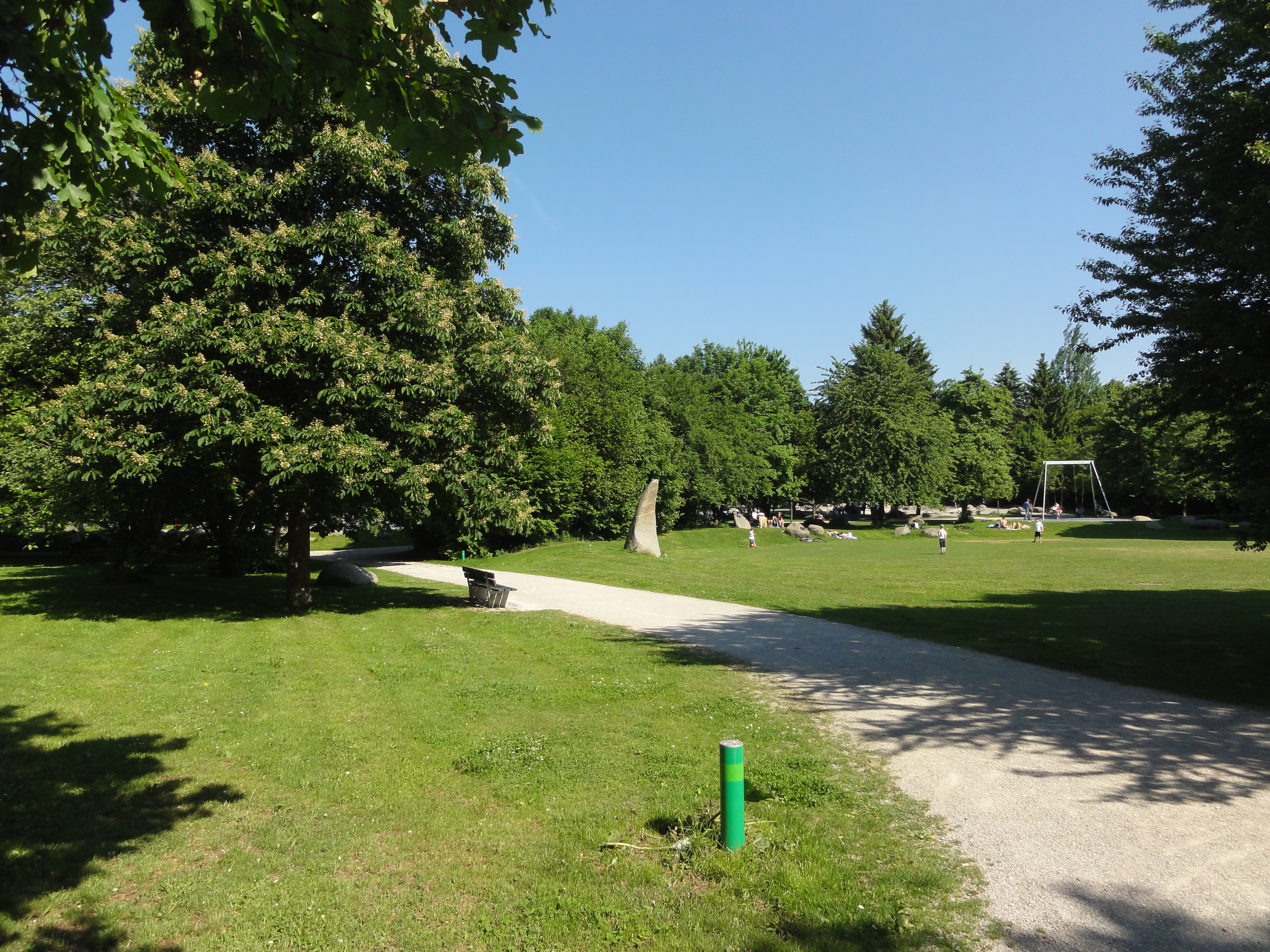
Blick auf die Festwiese im Weißenseepark

Der Weißenseepark ist ein etwa 8,2 Hektar großer Park im Südosten Münchens im Stadtviertel Obergiesing.

## Beschreibung
Der grob trapezförmige Park wird im Norden von der Setzberg-, im Osten von der Sintpert-, im Süden von der Weißensee- und im Westen von der Untersbergstraße begrenzt. Insbesondere im Sommer finden auf der Festwiese Veranstaltungen wie Sommerfeste oder Zirkusauftritte statt. Nach dem Ostfriedhof und dem Friedhof am Perlacher Forst ist er die mit Abstand größte Grünanlage des Stadtbezirks. In der nordöstlichen Ecke des Parks befindet sich ein nicht-öffentlicher Sportplatz, der überwiegend von den umliegenden Schulen genutzt wird.
Durch die wenig befahrene Weißenseestraße getrennt kann die Grünanlage Katzenbuckel als Fortsetzung des Parks gelten. Dort gibt es unter anderem einen Rodelhügel, einen 2016 neugestalteten Spielplatz, Tischtennisplatten, einen Bolzplatz und einen Dirtpark.

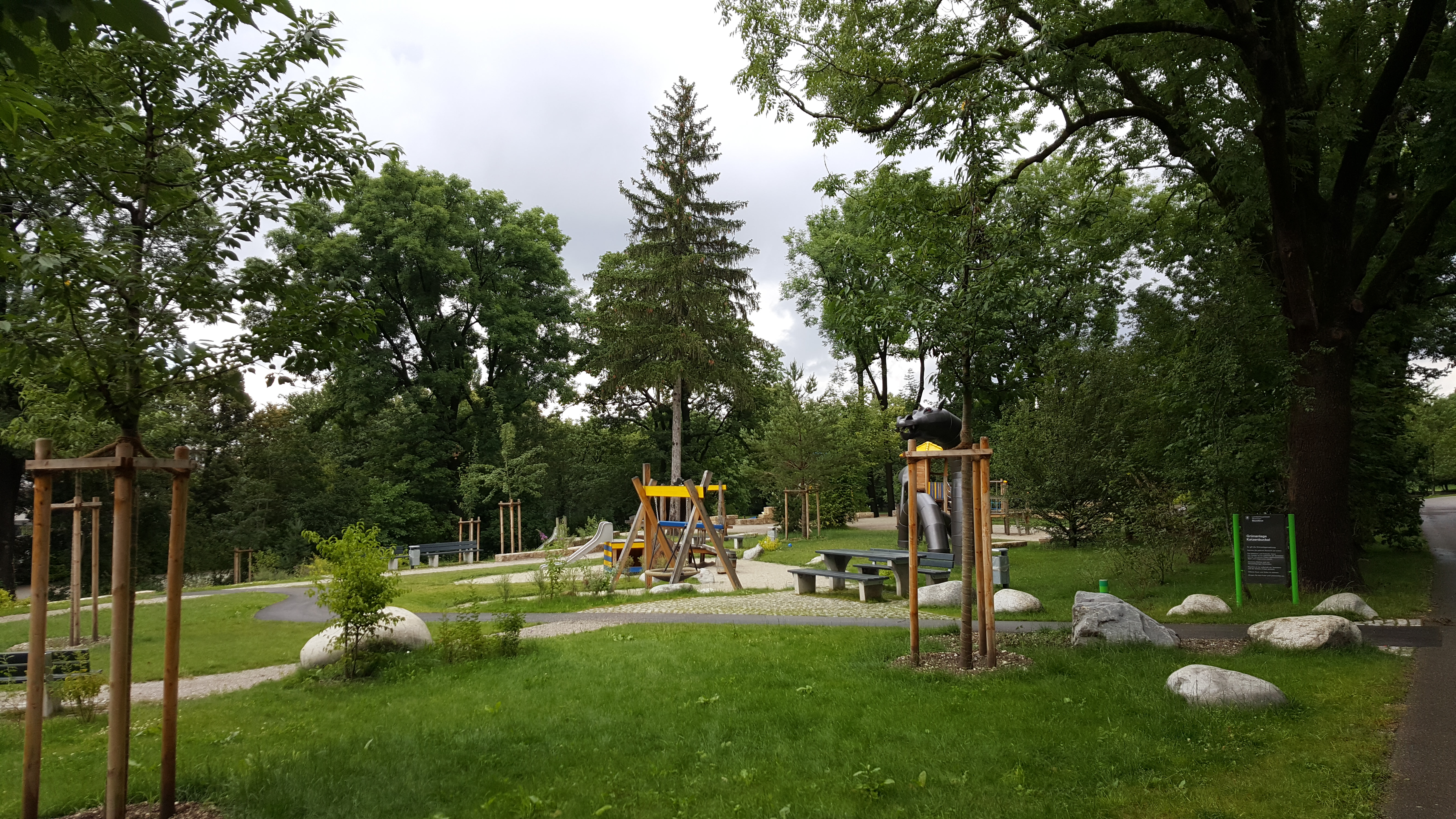
Spielplatz Grünanlage Katzenbuckel

Unterbrochen vom Mittleren Ring (auf Höhe der U-Bahn Station St.-Quirin-Platz) zieht sich bis zum Tiroler Platz in Harlaching ein weiterer, etwa 1,5 km langer aber nur rund 100 Meter breiter und ebenfalls mit mehreren Freizeiteinrichtungen versehener Grüngürtel fort. Dieser folgt einer natürlichen Hangkante, die auch die Grenze zwischen Giesing und Harlaching ist. Von dort bietet sich eine gute Sicht auf das Trainingsgelände des FC Bayern München.
Im Rahmen des Bund-Länder-Programms „Stadt- und Ortsteile mit besonderem Entwicklungsbedarf – die soziale Stadt“ wurde 2009/2010 der Korbinianplatz vom Landschaftsarchitekturbüro Keller Damm Kollegen neu gestaltet. Charakteristisch sind seitdem die im gesamten Park vorzufindenden, hinkelsteinartigen Findlinge aus wollsackverwittertem Granit aus dem Bayerischen Wald.
Der südöstliche Teil wurde 2015 nach Plänen des Büro Freiraum aus Freising ergänzt.